# 1805.
◄ | 18. stoljeće | 19. stoljeće | 20. stoljeće | ►
◄ | 1770-ih | 1780-ih | 1790-ih | 1800-ih | 1810-ih | 1820-ih | 1830-ih | ►
◄◄ | ◄ | 1802. | 1803. | 1804. | 1805. | 1806. | 1807. | 1808. | ► | ►►
Arhitektura • Astronomija • Biologija • Glazba • Kazalište • Kemija • Kiparstvo • Knjige • Književnost • Kršćanstvo • Meteorologija • Medicina • Politika • Pravo • Promet • Slikarstvo • Šport • Znanost

## Događaji
- Odlukom Sabora u Požunu mađarski jezik postaje službenim jezikom (u ugarskim uredima)

## Rođenja
- 4. veljače – Marija De Mattias, svetica, osnivačica Klanjateljice Krvi Kristove († 1866.)
- 20. travnja – Franz Xaver Winterhalter, njemački portretist i litograf († 1873.)
- 13. lipnja – Antun Mažuranić, hrvatski jezikoslovac († 1888.)

## Smrti
- 9. svibnja – Friedrich Schiller, njemački književnik (* 1759.)
- 21. listopada – Horatio Nelson, britanski pomorac i admiral (* 1758.)
- 29. listopada – Tituš Brezovački, hrvatski književnik (* 1757.)

## Vanjske poveznice
|  | Zajednički poslužitelj ima još gradiva o temi 1805. |